# 高杉一郎
高杉 一郎（たかすぎ いちろう、1908年7月17日 - 2008年1月9日）は、日本の評論家・小説家・翻訳家・エスペランティスト。和光大学名誉教授。本名は小川 五郎（おがわ ごろう）で、大学教授としてはこの名前で教えた。

## 来歴
静岡県生まれ。東京文理科大学教育学科中退。
1933年より改造社に勤務、雑誌『文藝』編集主任ののち、1942年東京文理科大学英文科卒業。1944年徴兵され、ハルピンで敗戦を迎え、シベリア抑留を体験。
1949年復員。帰国後書いた抑留体験記『極光のかげに』『人間』（1950年8-12月）が第24回芥川龍之介賞候補にあがり、ベストセラーとなる。
1950年静岡大学教育学部講師、1957年同文理学部助教授、1965年教授、1967 - 1972年評議員、1972年定年退官。
同年常葉女子短期大学教授。1973年和光大学教授。1989年退職。
1980年、古田拡らとの共著『源氏物語の英訳の研究』で毎日出版文化賞受賞。
2008年、99歳で死去。没する直前にETV特集のインタビューに出演し、改造社編集者時代を長女の介添で語っている。

## 伝記・回想
- 『高杉一郎・小川五郎追想』同・編集委員会編・刊、2009。ISBN 978-4780302899
- 太田哲男『若き高杉一郎　改造社の時代』未來社、2008
- 太田哲男『回想録わが師たち　藤田省三・古在由重・高杉一郎』同時代社、2023

## 人物
- ロシアの詩人・ワシリー・エロシェンコのエスペラントからの翻訳や紹介、アグネス・スメドレーの英語からの翻訳や紹介、フィリッパ・ピアス『トムは真夜中の庭で』などの英語およびロシア語の児童文学の翻訳でも有名である。
- 長女はロシア文学者で大阪外国語大学教授を務めた田中泰子、次女はロシア文学者佐野朝子。三女は文教大学教授で、絵本研究家中川素子。義妹（妻の妹）の大森寿恵子は宮本顕治夫人。
- 孫の田中友子（翻訳家）は、日中戦争さなかの次のようなエピソードを記している。1930年 代末期、 関東軍の大佐だった妻順子の兄から満洲への移住を打診される。迷った高杉は「家族ぐるみの付き合いをしていた」作家の宮本百合子に相談をした。「そして、結局、義理の兄に断りの電話を入れることになる」。百合子はこの時の高杉夫妻をモデルにして短編『杉垣』を執筆していると[3]。

## 著書
- 『極光のかげに』（目黒書店） 1950、新潮文庫 1951、冨山房百科文庫 1977、岩波文庫 1991
- 『盲目の詩人エロシェンコ』（新潮社） 1956
- 『英米児童文学』（編著、中教出版） 1977
- 『中国の緑の星 長谷川テル反戦の生涯』（朝日選書） 1980
- 『ザメンホフの家族たち　あるエスペランティストの精神史』（田畑書店） 1981
- 『夜明け前の歌　盲目詩人エロシェンコの生涯』（岩波書店） 1982
- 『大地の娘 アグネス・スメドレーの生涯』（岩波書店） 1988
- 『スターリン体験』（岩波書店、同時代ライブラリー） 1990、改題改訂『わたしのスターリン体験』岩波現代文庫 2008
- 『シベリアに眠る日本人』（岩波書店、同時代ライブラリー） 1992
- 『征きて還りし兵の記憶』（岩波書店） 1996、岩波現代文庫 2002
- 『ひとすじのみどりの小径 エロシェンコを訪ねる旅』（リベーロイ社） 1997
- 『あたたかい人』（太田哲男編、みすず書房） 2009 - 遺文集

## 翻訳
- 『町からきた少女』（ヴォロンコーワ、岩波少年文庫） 1956
- 『ガンジー伝』（J・イートン、岩波少年文庫）　1957
- 『中国の歌ごえ』（アグネス・スメドレー、みすず書房、現代史大系） 1957、改版1972。ちくま文庫上・下 1994
- 『エロシェンコ全集』全3巻（ヴァスィリー・エロシェンコ、みすず書房） 1959
- 『ピーター・パン』（ジェイムズ・マシュー・バリ、 講談社、少年少女世界文学全集） 1960、講談社文庫 1984、講談社青い鳥文庫 2010
- 『せむしの小うま』（エールショーフ、 講談社、少年少女世界文学全集） 1962
- 『ある革命家の思い出』（クロポトキン、平凡社、世界教養全集） 1962。「ある革命家の手記」岩波文庫 上・下 1979。平凡社ライブラリー 上・下 2011
- 『ギリシア神話』（R・グレーヴス、紀伊国屋書店） 1962、新装版1998
- 『権力とたたかう良心』（ツヴァイク、みすず書房、ツヴァイク全集） 1963、のち新装版
- 『まほうの馬』（アレクセイ・トルストイ,M・ブラートフ、田中泰子共訳、岩波書店） 1964
- 『アルタイ物語』（ヴォロンコーワ、講談社） 1965
- 『中国は抵抗する 八路軍従軍記』（アグネス・スメドレー、岩波書店） 1965
- 『オズの魔法使い』（ライマン・フランク・バウム、河出書房、少年少女世界の文学） 1967
- 『極北の犬トヨン』（ニコライ・カラーシニコフ、学習研究社） 1968、のち徳間書店
- 『キャンディいそいでお帰り』（マインダート・ディヤング、講談社） 1969
- 『信号』（ガルシン、講談社、世界の名作図書館） 1969
- 『しあわせをもってくるあひる』（マインダート=ディヤング、講談社） 1969
- 『ホメーロスのイーリアス物語』（バーバラ・L・ピカード、岩波書店） 1970、岩波少年文庫 2013
- 『ふしぎの国のアリス』（ルイス・キャロル、講談社、こどもの世界文学） 1972、講談社文庫 1983、講談社青い鳥文庫　2008
- 『鏡の国のアリス』 (ルイス・キャロル)、講談社文庫 1988、青い鳥文庫 1994
- 上記の2冊の合本『不思議の国のアリス　鏡の国のアリス』講談社 2001、新版2022
- 『ホメーロスのオデュッセイア物語』（バーバラ・L・ピカード、岩波書店） 1972。岩波少年文庫 上・下 2014
- 『エロシェンコ作品集』全2冊（エロシェンコ、みすず書房） 1974
- 『トーム＝ソーヤの冒険』（マーク・トウェーン、学習研究社） 1975、講談社文庫 1990
- 『少年鼓手』（リオン・ガーフィールド、福音館書店） 1976
- 『子どもの本の歴史 英語圏の児童文学』（ジョン・ロウ・タウンゼンド、岩波書店） 1982
- 『ジャングルの少年』（チボール・セケリ、福音館書店） 1983
- 『ロシア文学の理想と現実』（ピョートル・クロポトキン、岩波文庫 上下） 1984 - 1985

### フィリパ・ピアス
- 『トムは真夜中の庭で』（フィリッパ・ピアス、岩波書店） 1967、岩波少年文庫 1980、新装版 2000
- 『ペットねずみ大さわぎ』（フィリパ・ピアス、岩波書店） 1984
- 『幽霊を見た10の話』（フィリパ・ピアス、岩波書店） 1984
- 『サティン入江のなぞ』（フィリパ・ピアス、岩波書店） 1986
- 『ライオンが学校へやってきた』（フィリパ・ピアス、岩波書店） 1989
- 『こわがってるのはだれ?』（フィリパ・ピアス、岩波書店） 1992